# Historiografi
Historiografi er udforskningen og fremstillingen af historiefagets egen historie. Som et samlet fag kan man sige, at historiografien er interesseret i, hvordan historiefaget blev grundlagt i tiden omkring Kristian Erslev og siden har udviklet sig frem til i dag. Derudover har hvert historisk emne sin egen historiografi, forstået på den måde, at et hvert emne er blevet beskrevet forskelligt af forskellige historikere. I fagvidenskabeligt arbejde er det således vigtigt at kende til historiografien i bestemt emne, før man selv kan bidrage til diskussionen. I de seneste 20-30 år er der kommet mere interesse for historiografien som forskningsfelt.